# Ereklasse
La Ereklasse è il massimo campionato di rugby a 15 dei Paesi Bassi si gioca nell'anno solare da settembre a maggio e vi prendono parte 12 squadre. 
Dal 2018 le prime quattro squadre classificate parteciperanno la stagione successiva alla BeNeCup che le vedrà affrontare le altre quattro migliori squadre belghe. La competizione ritorna in calendario dopo alcuni anni di stop.

## Albo d'oro
| Edizione | Vincitore     |
| -------- | ------------- |
| 1935-36  | ARVC          |
| 1936-37  | ARVC          |
| 1937-38  | DSRC          |
| 1938-39  | DSRC          |
| 1939-40  | AAC           |
| 1944-45  | AAC           |
| 1945-46  | AAC           |
| 1946-47  | Rotterdamse   |
| 1947-48  | DSRC          |
| 1948-49  | AAC           |
| 1949-50  | DSRC          |
| 1950-51  | DSRC          |
| 1951-52  | non disputato |
| 1952-53  | DSRC          |
| 1953-54  | AAC           |
| 1954-55  | AAC           |
| 1955-56  | AAC           |
| 1956-57  | Hilversum     |
| 1957-58  | Hilversum     |
| 1958-59  | Hilversum     |
| 1959-60  | Hilversum     |
| 1960-61  | AAC           |
| 1961-62  | Hilversum     |
| 1962-63  | Te Werve      |
| 1963-64  | AAC           |
| 1964-65  | Hilversum     |
| 1965-66  | Haagsche      |

| Edizione | Vincitore     |
| -------- | ------------- |
| 1966-67  | Haagsche      |
| 1967-68  | non disputato |
| 1968-69  | AAC           |
| 1969-70  | non disputato |
| 1970-71  | Haagsche      |
| 1971-72  | Haagsche      |
| 1972-73  | Haagsche      |
| 1973-74  | Haagsche      |
| 1974-75  | Hilversum     |
| 1975-76  | Hilversum     |
| 1976-77  | AAC           |
| 1977-78  | Haagsche      |
| 1978-79  | non disputato |
| 1979-80  | Haagsche      |
| 1980-81  | LR DIOK       |
| 1981-82  | Hilversum     |
| 1982-83  | Hilversum     |
| 1983-84  | Hilversum     |
| 1984-85  | Haagsche      |
| 1985-86  | Hilversum     |
| 1986-87  | Castricumse   |
| 1987-88  | Castricumse   |
| 1988-89  | LR DIOK       |
| 1989-90  | LR DIOK       |
| 1990-91  | LR DIOK       |
| 1991-92  | LR DIOK       |
| 1992-93  | LR DIOK       |
| 1993-94  | LR DIOK       |

| Edizione | Vincitore     |
| -------- | ------------- |
| 1994-95  | LR DIOK       |
| 1995-96  | LR DIOK       |
| 1996-97  | LR DIOK       |
| 1997-98  | LR DIOK       |
| 1998-99  | Haagsche      |
| 1999-00  | Castricumse   |
| 2000-01  | Haagsche      |
| 2001-02  | Haagsche      |
| 2002-03  | Castricumse   |
| 2003-04  | Castricumse   |
| 2004-05  | Castricumse   |
| 2005-06  | Castricumse   |
| 2006-07  | Castricumse   |
| 2007-08  | The Dukes     |
| 2008-09  | RC 't Gooi    |
| 2009-10  | Hilversum     |
| 2010-11  | Hilversum     |
| 2011-12  | Hilversum     |
| 2012-13  | RC 't Gooi    |
| 2013-14  | Haagsche      |
| 2014-15  | Hilversum     |
| 2015-16  | Hilversum     |
| 2016-17  | Hilversum     |
| 2017-18  | RC 't Gooi    |
| 2018-19  | LR DIOK       |
| 2019-21  | non disputato |
| 2021-22  | LR DIOK       |